# Megarcys lepnevae
Megarcys lepnevae är en bäcksländeart som först beskrevs av Šámal 1939.  Megarcys lepnevae ingår i släktet Megarcys och familjen rovbäcksländor. Inga underarter finns listade i Catalogue of Life.